# Bal Harbour
Bal Harbour ist eine Gemeinde im Miami-Dade County im US-Bundesstaat Florida. Das U.S. Census Bureau hat bei der Volkszählung 2020 eine Einwohnerzahl von 3.093 ermittelt.

## Geographie
Bal Harbour liegt etwa zehn Kilometer nordöstlich von Miami auf einer Insel zwischen der Biscayne Bay und dem Atlantischen Ozean. Direkt an den Ort grenzen die Kommunen Bay Harbor Islands, Surfside, Bay Harbor Islands und North Miami.

### Klima
Das Klima ist mild und warm, mit einem leichten Wind von See. Statistisch regnet es in den Sommermonaten an durchschnittlich 40 Prozent der Tage, wenn auch nur kurzfristig. Die höchsten Temperaturen sind im Mai bis Oktober, mit bis zu 31 °C. Die kältesten Monate von Dezember bis Februar mit durchschnittlich nur 12 °C. Schneefall ist in der Region nahezu unbekannt.

## Religionen
In Bal Harbour gibt es derzeit zwei Kirchen, die keiner bestimmten Konfession angehören. Des Weiteren gibt es in Bal Harbour eine Synagoge (Stand: 2004).

## Demographische Daten
Laut der Volkszählung 2010 verteilten sich die damaligen 2513 Einwohner auf 2780 Haushalte, davon sind die meisten als Zweitwohnsitz genutzte Ferienwohnungen. Die Bevölkerungsdichte lag bei 2792,2 Einw./km². 95,0 % der Bevölkerung bezeichneten sich als Weiße, 2,1 % als Afroamerikaner, 0,1 % als Indianer und 0,9 % als Asian Americans. 0,8 % gaben die Angehörigkeit zu einer anderen Ethnie und 1,1 % zu mehreren Ethnien an. 28,7 % der Bevölkerung bestand aus Hispanics oder Latinos.
Im Jahr 2010 lebten in 16,9 % aller Haushalte Kinder unter 18 Jahren sowie 45,9 % aller Haushalte Personen mit mindestens 65 Jahren. 47,9 % der Haushalte waren Familienhaushalte (bestehend aus verheirateten Paaren mit oder ohne Nachkommen bzw. einem Elternteil mit Nachkomme). Die durchschnittliche Größe eines Haushalts lag bei 1,91 Personen und die durchschnittliche Familiengröße bei 2,70 Personen.
16,5 % der Bevölkerung waren jünger als 20 Jahre, 18,9 % waren 20 bis 39 Jahre alt, 25,1 % waren 40 bis 59 Jahre alt und 39,8 % waren mindestens 60 Jahre alt. Das mittlere Alter betrug 51 Jahre. 44,3 % der Bevölkerung waren männlich und 55,7 % weiblich.
Das durchschnittliche Jahreseinkommen lag bei 66.641 $, dabei lebten 13,0 % der Bevölkerung unter der Armutsgrenze.
Im Jahr 2000 war Englisch die Muttersprache von 58,29 % der Bevölkerung, spanisch sprachen 35,13 % und 6,58 % hatten eine andere Muttersprache.

## Wirtschaft
Eine nennenswerte Industrie gibt es nicht. Die hauptsächlichen Beschäftigungszweige sind: Ausbildung, Gesundheit und Soziales: (14,7 %), Handel / Einzelhandel: (10,5 %), Zukunftstechnologien, Management, Verwaltung: (14,2 %), Kunst, Unterhaltung, Nahrungsmittel, Restaurants: (19,7 %). Gut verdienende Personen, hauptsächlich aus dem Norden der USA haben sich hier eigene Apartments gekauft. Hauptattraktion von Bal Harbour ist ein luxuriöses Einkaufszentrum.

### Parks und Sportmöglichkeiten
Es gibt ein kleines Angebot von verschiedenen Stadtparks sowie mehrere sportliche Einrichtungen, sowie Spielwiesen und Möglichkeiten zum Camping und Grillen, sowie alle möglichen Wassersportarten.

## Verkehr
Durch den Ort führt die Florida State Road A1A, außerdem tangiert an der Südgrenze die Florida State Road 922. Die nächsten Flughäfen sind der Opa-locka Executive Airport (national, 15 km entfernt) und der Miami International Airport (25 km).

## Kriminalität
Die Kriminalitätsrate lag im Jahr 2010 mit 109 Punkten (US-Durchschnitt: 266 Punkte) im niedrigen Bereich. Es gab eine Körperverletzung, vier Einbrüche, 76 Diebstähle und vier Autodiebstähle.